# Ladislav Jakim
Ladislav Jakim (15. října 1945 Praha – 27. února 1992) byl český herec. Nejvíce ho proslavila spolupráce s Milošem Formanem na filmech Černý Petr a Konkurs.
Kromě herectví byl také právníkem. Zemřel ve věku 46 let (1992) na infarkt.

## Filmografie
- 1963: Černý Petr
- 1963: Konkurs
- 1964: Zpívali jsme Arizonu
- 1964: Bubny
- 1965: Každý mladý muž
- 1967: Přísně tajné premiéry
- 1968: Nejkrásnější věk
- 1969: Případ pro začínajícího kata
- 1970: Dlouhá bílá nit
- 1971: Svědectví mrtvých očí
- 1971: Pět mužů a jedno srdce
- 1972: Jatka č. 5
- 1987: Proč?